# Manuel Pizarro (músico)
Manuel Pizarro (Buenos Aires, Argentina, 1 de noviembre de 1895 – Niza, Francia, 11 de noviembre de 1982) fue un músico que se dedicó al género del tango. Fue un sobresaliente bandoneonista, director de orquesta y compositor. Entre sus obras ae recuerdan sus tangos Todavía hay otarios, Noches de Montmartre y Una noche en El Garrón.

## Actividad profesional
Estudió bandoneón con Juan Maglio (Pacho), que le llevaba 15 años, y era muy joven cuando integró un trío con el pianista Niels Jorge Paulos y Ernesto Zambonin y actuó en diversos lugares de su barrio del Abasto.
A los 18 años compuso su primer tango, Batacazo y actuó en diversos conjuntos, incluido el que dirigía desde el bandoneón Eduardo Arolas en el cabaré Maxim's de la calle Suipacha, que reunía a Pascual Cardarópoli en piano, Luis Bernstein en contrabajo y Rafael Tuegols y Julio de Caro en los violines.
En agosto de 1920 fue contratado por mediación de Francisco Canaro por la empresa Lombart, junto a Genaro Espósito y un violinista francés para trabajar en el cabaré Tabarís de la ciudad de Marsella y a los tres meses se fue a París donde estaba Héctor Vicente Madero Álzaga, conocido simplemente como Vicente Madero, un “niño bien”, esto es un joven de familia adinerada  y bien relacionada. Excelente bailarín de tango, morocho, alto, esbelto, gustaba de los trajes oscuros y las corbatas negras, fabricaba su propio fijador para el cabello y mandaba a lustrar las suelas de sus botas para que brillaran al cruzar las piernas. Pizarro traba amistad con Madero y éste consigue que lo contraten para tocar en el cabaré Princesse para actuar integrando un conjunto con Celestino Ferrer, Carlos Güerino Filipotto y José Sciutto.
Como había trabado una relación amistosa con el embajador argentino en Francia, Marcelo Torcuato de Alvear, cuando éste en 1922 regresó a su país para asumir la presidencia de la Nación le pidió que lo acompañara en el barco.
Después como integrante de la orquesta de Francisco Lomuto actuó en el vapor Cap Polonio de la empresa alemana Hamburg Süd que hacía excursiones recorriendo  los canales fueguinos y, en el mismo barco, retornó a Europa, donde continuó en diversos países sus actividades vinculadas al tango.
Fijó su residencia en París, donde regenteó varios locales nocturnos como el citado Princesse -rebautizado El Garrón-, el Sevilla, el Villa Rosa, el Pizarro, etc., hasta que huyendo de la Segunda Guerra Mundial volvió a Buenos Aires. Retornó a Francia en 1950 y falleció en Niza (Francia) el 1 de noviembre de 1982.

## Obras registradas en SADAIC
- Batacazo (1937)
- Mi eterno dolor (1943) en colaboración con Jorge Curi
- Millonaria en colaboración con Carlos César Lenzi
- No sufras corazón (1941) en colaboración con Juan Bautista Ciliberti
- Noches de Montmartre (1942) en colaboración con Carlos César Lenzi
- París bullicioso en colaboración con Julio Fernández Falcón y Enrique Domingo Cadícamo
- Pobre loco (1939) en colaboración con Jorge Curi
- Sangre porteña (1946) en colaboración con Alfredo Navarrine[1]

## Otras obras de su autoría
- Abril
- Alejandro
- Bandoneón compañero
- Cachito
- De aquellos tiempos
- Enero
- Fuelle lindo
- Ilusión
- Milonguita de París
- Pablo Podestá
- París bullicioso
- Payá
- Poco a poco
- Que te vaya bien
- Rebeldía (estilo)
- Sueño de novela
- Todavía hay otarios
- Una noche en El Garrón
- Volvé negra